# Matilda (film fra 1996)
 For alternative betydninger, se Matilda (flertydig). (Se også artikler, som begynder med Matilda)
Matilda er en amerikansk familiefilm fra 1996, instrueret af Danny deVito og baseret på en bog af Roald Dahl. I hovedrollen som Matilda er Mara Wilson.

## Handling
Matilda er en usædvanlig pige fra hun bliver født. Hun vokser op i en familie, hvis manglende moral er slående, men udvikler sig alligevel til en fantastisk sød pige. Da hun bliver seks år og forældrene ikke har opdaget hun er skoleklar gør hun selv opmærksom på dette og bliver indskrevet på en skole, til hvis inspektør faren lige har solgt en af sine uduelige biler. Skoleinspektøren er en uvenlig kvinde der tyranniserer både skolen og Matildas søde lærer, miss Honey.
Matilda udvikler flere og flere overnaturlige evner, men bruger dem i det godes tjeneste. Til sidst får hun drevet den onde inspektør væk og får lov til at bo hos miss Honey i hendes retmæssige hus, hvor hun ellers er blevet fordrevet af inspektøren, som viser sig at være miss Honey's tante.